# 4608 Wodehouse
4608 Wodehouse eller 1988 BW3 är en asteroid i huvudbältet som upptäcktes den 19 januari 1988 av den belgiske astronomen Henri Debehogne vid La Silla-observatoriet. Den är uppkallad efter P.G. Wodehouse.
Asteroiden har en diameter på ungefär 7 kilometer.